# The Call (film 1913)
The Call è un cortometraggio muto del 1913 diretto da Ralph Ince.
Nello stesso anno, uscì un altro The Call diretto da Phillips Smalley.

## Produzione
Il film fu prodotto dalla Vitagraph Company of America.

## Distribuzione
Distribuito dalla General Film Company, il film - un cortometraggio in due bobine - uscì nelle sale cinematografiche statunitensi il 30 agosto 1913. Nel 1917, ne uscì una riedizione distribuita dalla Favorite Films.